# Tomares ballus
Tomares ballus ist ein Schmetterling (Tagfalter) aus der Familie der Bläulinge (Lycaenidae).

## Beschreibung

### Falter
Die Flügelspannweite der Falter beträgt 25 bis 30 Millimeter. Sie weisen einen deutlichen Sexualdimorphismus auf. Dabei sind die Flügeloberseiten der Vorderflügel bei den Männchen dunkelbraun, zuweilen leicht violett schimmernd. Die Flügeloberseite der Weibchen hingegen ist überwiegend orange und nur in der Basalregion und an den Rändern dunkelbraun gefärbt. Die Unterseiten der Vorderflügel haben eine orange oder gelbbraune Farbe, von der sich viele schwarze Flecke abheben. Die Unterseiten der Hinterflügel sind nahezu einfarbig grün bis blaugrün gefärbt.

### Ähnliche Arten
Der Grüne Zipfelfalter (Callophrys rubi) sowie Callophrys avis unterscheiden sich deutlich dadurch, dass auch die Unterseiten der Vorderflügel nahezu einfarbig grün gefärbt sind.

## Verbreitung und Lebensraum

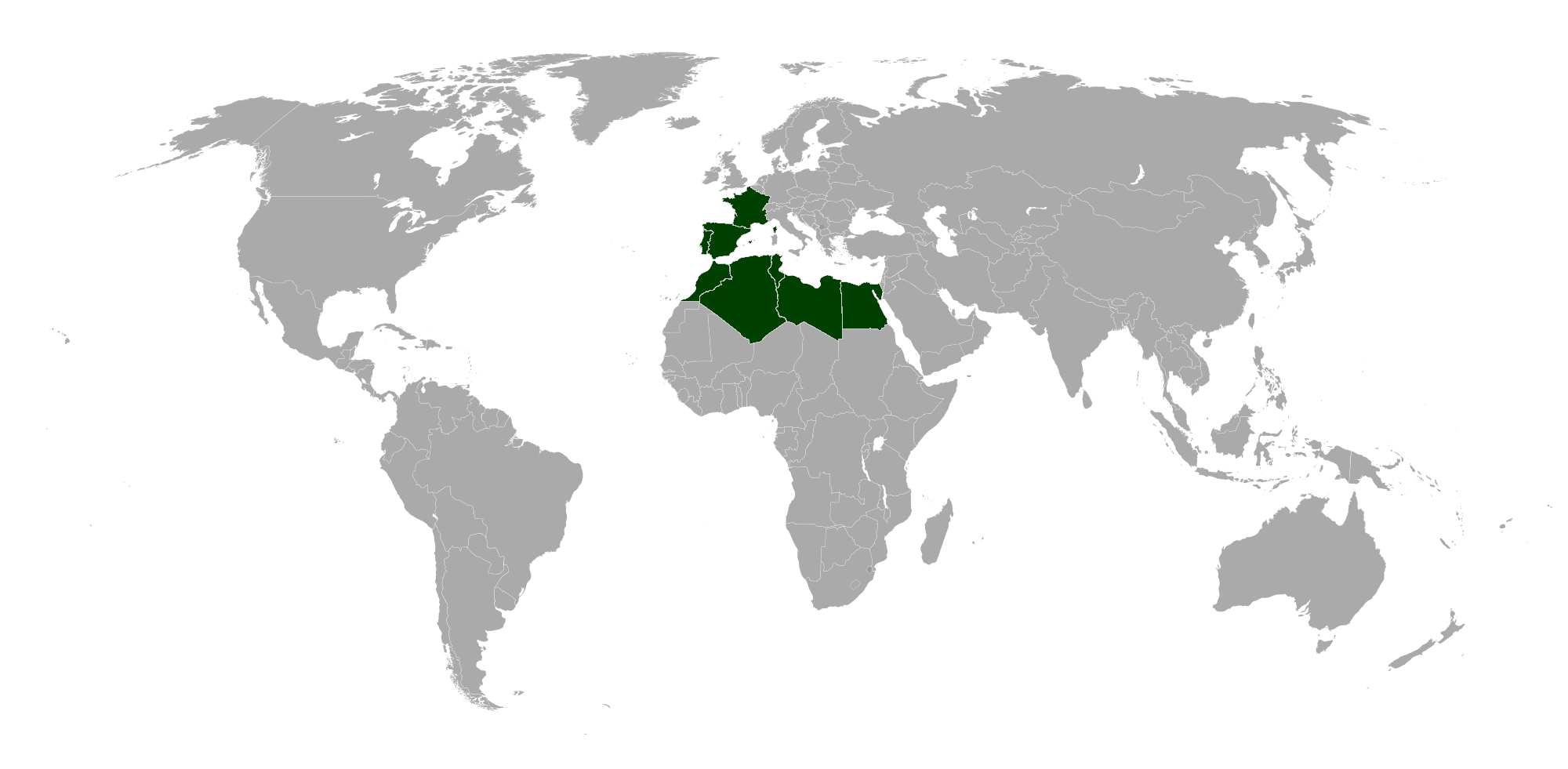
Verbreitungsgebiet

Tomares ballus kommt im Süden Spaniens, Portugals und Frankreichs sowie in Nordafrika vor. Die Tiere wurden noch in Höhen von 1700 Metern über NN nachgewiesen. In Tunesien und Libyen ist die Unterart Tomares ballus cyrenaica anzutreffen. Die Art lebt bevorzugt auf trockenen Wiesen und Kurzrasenhängen.

## Lebensweise
Die Falter bilden eine Generation pro Jahr aus, die von Januar bis Mai anzutreffen ist. Aufgrund der frühen Flugzeit mit der Gefahr von Nachtfrösten wärmen sich die Falter zuweilen in der Morgensonne mit geschlossenen Flügeln auf der Seite liegend auf Steinen. Als Nahrungspflanzen der  Raupen werden Schneckenkleearten (Medicago), beispielsweise Hopfenklee (Medicago lupulina), Zwerg-Schneckenklee (Medicago minima), Medicago littoralis, Medicago truncatula und Medicago turbinata genannt. Es ist davon auszugehen, dass sie in Symbiose mit Ameisen (Formicidae) leben. Die Puppen überwintern.